# Запис Хаџи Стојанов храст (Маровац)
Запис Хаџи Стојанов храст (Маровац) се налази на парцели чији је власник Станковић Стојан.

## Локација
| Општина             | Медвеђа                                               |
| Катастарска општина | Маровац                                               |
| Потес               | Селине ограда                                         |
| Координате          | 42° 41′ 22″ С; 21° 39′ 19″ И / 42.6895° С; 21.6553° И |
| Надморска висина    | 842m                                                  |

## Карактеристике
Дендрометријске вредности утврђене на терену и сателитским снимцима:
| Стабло                     | Храст |
| Висина стабла              | m     |
| Обим дебла                 | m     |
| Пречник крошње             | 13m   |
| Пречник дебла              | m     |
| Висина дебла до прве гране | m     |

## База записа
Запис је у оквиру Викимедија пројекта "Запис - Свето дрво" заведен под редним бројем 1175.